# Kozłowo (powiat pułtuski)
Kozłowo – wieś w Polsce położona w województwie mazowieckim, w powiecie pułtuskim, w gminie Gzy. Ma status sołectwa.
Wieś duchowna położona była w drugiej połowie XVI wieku w ziemi zakroczymskiej województwa mazowieckiego. W 1785 roku wchodziła w skład klucza czarnostowskiego biskupstwa płockiego. Do 1954 roku istniała gmina Kozłowo. W latach 1975–1998 miejscowość należała administracyjnie do województwa ciechanowskiego.